# Wetterderivat

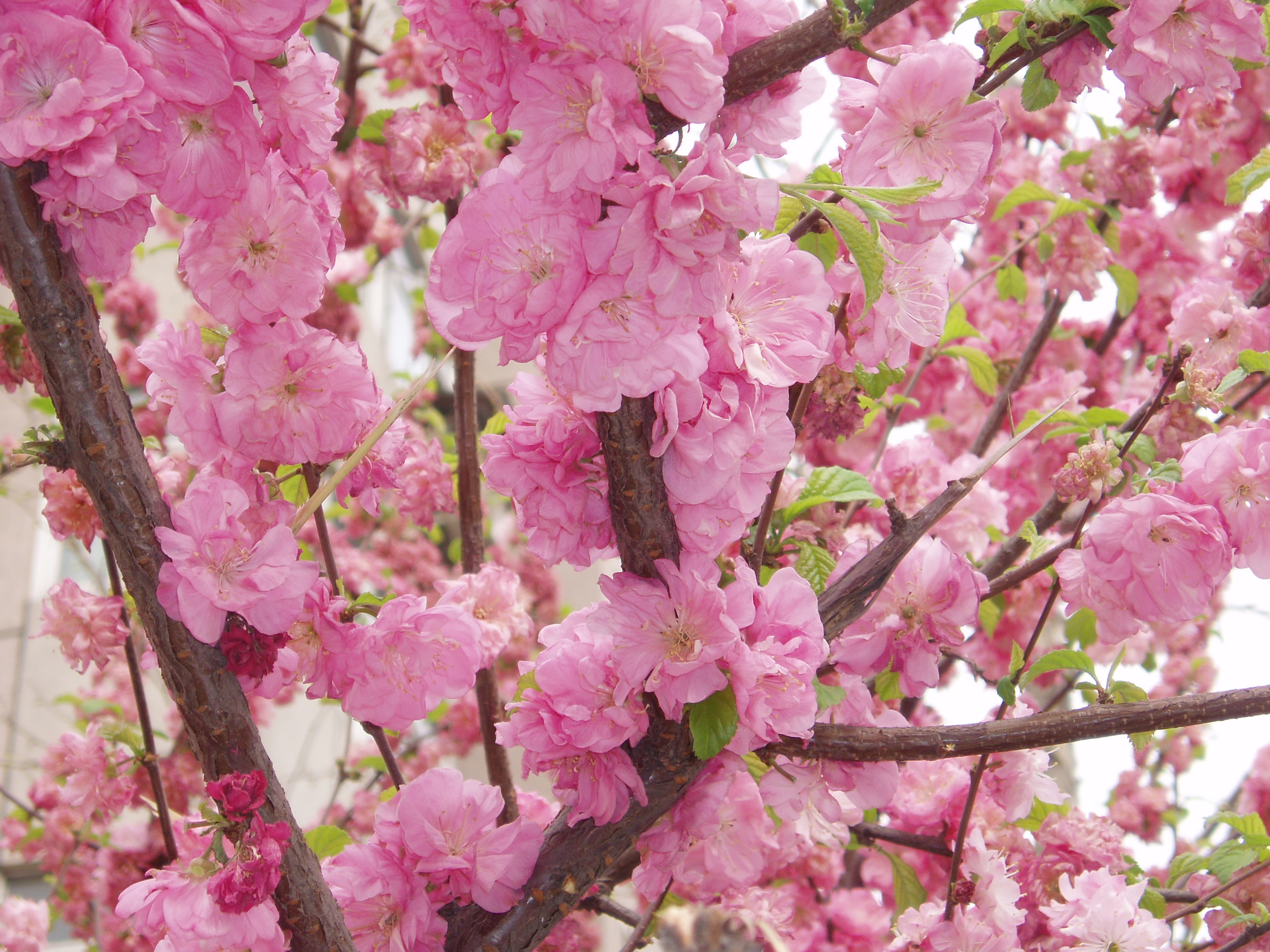
Pfirsichblüten sind sehr frostempfindlich: Vor dem wirtschaftlichen Schaden, den die Landwirtschaft durch Frostschäden erleiden könnte, kann sie sich durch den Abschluss eines Wetterderivates schützen

Das Wetterderivat ist im Finanzwesen ein Derivat und damit ein Finanzinstrument, das als Sicherungsgeschäft gegen Wetterrisiken absichern soll.

## Allgemeines
Wetterrisiken sind die Ungewissheit über die künftige Entwicklung der Witterung. Diese kann für Wirtschaftssubjekte (Privathaushalte, Unternehmen, Staat) bei Extremwetterlagen zu Personen- und/oder Sachschäden führen, welche die Vermögens- und/oder Ertragslage bis hin zur Insolvenz beeinträchtigen können. Es entwickelte sich – gefördert durch Erderwärmung und Klimawandel – ein Bedarf, sich wirtschaftlich gegen das nicht beeinflussbare Wetter abzusichern. Daraufhin entstanden als Finanzinnovationen im Versicherungswesen Versicherungsarten wie die Wetterversicherung und die parametrische Wetterversicherung und im Bankwesen das Wetterderivat.

## Geschichte
Im Jahre 1997 fand in den USA der erste außerbörsliche Handel mit Wetterderivaten (englisch weather derivatives) für Temperaturrisiken statt, der viele US-Unternehmen zur Einrichtung der Organisationseinheit „Weather Risk Management“ bewog. Eine von drei Transaktionen betraf Enron als Sicherungsnehmer. 1998 ließ der damalige US-Handelsminister William Daley verlauten, dass Wetter nicht nur ein Umweltthema sei, sondern auch ein wesentlicher ökonomischer Faktor, denn wenigstens 1 Mrd. US-Dollar des Bruttoinlandsproduktes sei wetterabhängig. Im September 1999 führte die Chicago Mercantile Exchange Wetterfutures (englisch weather futures) als standardisiertes Börsenprodukt und Europäische Optionen auf Wetterfutures ein.  Angeboten wurden Kontrakte, die als Basiswerte die durchschnittlich gemessenen monatlichen Temperaturwerte von Wetterstationen in Atlanta, Chicago, Cincinnati, Dallas, Des Moines, Las Vegas, New York, Philadelphia, Portland oder Tucson haben konnten. An der New York Mercantile Exchange wurde im Jahre 1998 der Versuch, Wetterderivate börsenmäßig zu handeln, wegen geringem Interesses eingestellt.
Im Jahr 2000 folgte die Erweiterung der Basiswerte auf Niederschlag, 2003 waren fast 9 % der abgeschlossenen Wetterderivate auf Regen indiziert, über 2 % auf Schnee bezogen. Wetterfutures als standardisiertes Finanzprodukt werden bislang in nur sehr geringem Umfang an der Eurex, der Chicago Mercantile Exchange und der LIFFE in London gehandelt.

## Vertragsparteien
Als Vertragsparteien stehen sich Sicherungsnehmer und Sicherungsgeber gegenüber. Sicherungsnehmer sind Wirtschaftsobjekte, die ein vorhandenes Wetterrisiko absichern wollen, Sicherungsgeber sind Wirtschaftssubjekte, die das Wetterrisiko durch Eingehung einer Zahlungspflicht decken. Als Sicherungsgeber tauchen meist Kreditinstitute und Versicherer auf. Sicherungsnehmer sind insbesondere wetterabhängige Wirtschaftszweige wie die Landwirtschaft, Forstwirtschaft oder Fischerei, Energieversorgungsunternehmen, Saisonbetriebe und Veranstalter. Basiswerte (englisch underlying) sind Wetterdaten wie vor allem die Lufttemperatur, Niederschlagsmenge (Regentage, Schneehöhe) oder Windgeschwindigkeiten.

## Konstruktion
Wetterderivate decken keinen Schaden. Die Zahlungspflicht des Sicherungsgebers wird ausgelöst, wenn der vereinbarte Basiswert einen genau definierten Grenzwert eines Wetterdatums über- oder unterschreitet. Selbst wenn dadurch kein Schaden entstanden ist, muss der Sicherungsgeber die vereinbarte Geldsumme zahlen. Sichert sich beispielsweise ein Sicherungsnehmer gegen eine künftig eintretende Hitzewelle ab, so kann als Basiswert „Lufttemperatur über 30 °C in der Ortschaft X an mindestens drei aufeinander folgenden Tagen“ vereinbart werden. Umgekehrt kann beispielsweise die Absicherung gegen eine Kältewelle als „Lufttemperatur unter −15 °C in der Ortschaft X an mindestens drei aufeinander folgenden Tagen“ vorgenommen werden. Das Zahlungsrisiko ist für den Sicherungsgeber naturgemäß am höchsten bei Hitzewellen im Sommer und Kältewellen im Winter und wenn der Grenzwert auf eine ganze Region ausgedehnt wird.

## Arten
Wetterderivate kommen in folgenden Sicherungsinstrumenten vor:
- bedingte Wetterderivate: Optionen;
- unbedingte Wetterderivate: Futures und Swaps;
- Kombinationen: Collars, Straddles und Strangles. Um einen Strangle handelt es sich, wenn die Ausübungspreise und/oder Fälligkeitstermine der kombinierten Optionsgeschäfte nicht übereinstimmen.[8]

Anders als Derivate mit physischen Basiswerten (Aktien, Edelmetalle, Rohstoffe usw.) dienen Wetterderivate nicht der Spekulation, sondern ausschließlich als Sicherungsgeschäfte.

## Unterschiede zu physischen Derivaten
Neben der reinen Sicherungsfunktion weisen Wetterderivate auch weitere Unterschiede zu Derivaten mit physischen Basiswerten auf. Die Volatilität der Wetterderivate leitet sich allein aus den historischen Wetterdaten und den Wetterprognosen ab. Es gibt keine Marktpreisvolatilität im klassischen Sinne, wie es etwa für Absicherungsinstrumente für Aktien oder Devisen der Fall ist. Anders als bei Aktien oder bei Edelmetallen wie etwa Silber ist der Basiswert auch nicht durch einzelne Marktteilnehmer beeinflussbar, indem beispielsweise zu bestimmten Zeitpunkten große Mengen von diesen verkauft werden oder Marktteilnehmer auf Preisanstiege spekulieren. Der Basiswert von Wetterderivaten kann daher als frei von Marktmanipulationen betrachtet werden.
Anders als bei anderen derivativen Sicherungsinstrumenten ist beim Wetterderivat eine physische Lieferung bei Fälligkeit ausgeschlossen. Würde der Landwirt, der Pfirsiche anbaut, seine voraussichtliche herbstliche Erntemenge bereits im Frühjahr durch ein Termingeschäft verkaufen, könnte er seinem Kontrahenten die vereinbarte Menge am Fälligkeitstermin seines Festpreisgeschäftes tatsächlich auch liefern. Solche Termingeschäfte – die an Warenterminbörsen wie der in Chicago tatsächlich abgeschlossen werden – werden in der Regel allerdings durch Ausgleichszahlungen ausgeglichen. Bei Wetterderivaten ist dieser sogenannte Barausgleich allerdings die einzige Möglichkeit, das Geschäft zu beenden.
Als weiterhin problematisch gilt die Preisbildung bei den Wetterderivaten. Das Black-Scholes-Modell, das ansonsten standardmäßig zur Preisfindung eingesetzt wird, passt nicht für dieses Instrument. Eine Monte-Carlo-Simulation, die alternativ verwendet werden kann, ist sehr aufwändig in ihrer Anwendung. Während Banken dies in der Regel aufgrund ihrer Softwareausstattung noch abbilden können, stellt dies insbesondere für Unternehmen ein Problem dar, die aufgrund unternehmensinterner Vorschriften in der Lage sein müssen, abgeschlossene Finanzderivate selbständig bewerten zu können. Abschlüsse in Wetterderivaten würden bei diesen Unternehmen daher mit einer aufwändigen Aufrüstung ihrer Treasurysysteme einhergehen.

## Mathematische Darstellung
In der Prämie eines Wetterderivats spielt die Risikoprämie die größte Rolle. Sie hängt insbesondere von den Wetterprognosen und dem verwendeten Basiswert ab. Bei der Lufttemperatur haben Untersuchungen in den USA ergeben, dass ein Heizbedarf besteht, solange der Grenzwert von 65 °F (Grad Fahrenheit) oder 18,33 °C (Grad Celsius) nicht unterschritten wird. Wird der Grenzwert überschritten, spricht man von „Kühlungsgrad-Tagen“ (englisch Cooling-Degree-Days, CDD), bei Unterschreitung von „Heizungsgrad-Tagen“ (englisch Heating-Degree-Days, HDD). Bei einem HDD-Wert pro Tag wird die jeweilige Tages-Durchschnittstemperatur {\displaystyle Y_{y,d}} als arithmetisches Mittel aus Tageshöchst- und Tagestiefstwert ermittelt. Dabei stehen die Subskripte {\displaystyle y,d} für das Datum in Form von Jahr ({\displaystyle y}) und Tag ({\displaystyle d}) für den HDD-Wert:
{\displaystyle HDD_{y,d}=Max(18-Y_{y,d},0)},
der CDD-Wert lautet entsprechend:.
{\displaystyle CDD_{y,d}=Max(Y_{y,d}-18,0)}.
Ein Tag mit einer Durchschnittstemperatur von 14 °C weist mithin {\displaystyle CDD=0} und {\displaystyle HDD=4} auf. Ein Tag mit einer Durchschnittstemperatur von 23 °C hätte folglich {\displaystyle CDD=5} und {\displaystyle HDD=0}.
Der Ausübungspreis (englisch strike), der innerhalb eines definierten Zeitraums festgelegt ist, entspricht der Priorität (englisch attachment point) eines Kumulschadenexzedenten in der traditionellen Rückversicherung. Die Zahlung durch den Sicherungsgeber wird mittels einer Obergrenze (entsprechend dem Cap bei einem Call) und einer Untergrenze (entsprechend dem Floor bei einem Put) begrenzt.

## Beispiel für einen Risikotransfer durch ein Wetterderivat
Ein Landwirt, der in Mitteleuropa Pfirsiche anbaut, ist darauf angewiesen, dass während der Blütezeit der frostempfindlichen Bäume die Temperatur niemals unter eine bestimmte Temperatur fällt. Je länger die Temperatur unterhalb von 5 °C liegt, desto geringer ist seine Erntemenge. Sein betriebswirtschaftliches Risiko kann dieser Landwirt an eine Bank transferieren, indem er ein entsprechendes Wetterderivat mit ihr abschließt. Der Vertrag könnte so ausgestaltet sein, dass der Landwirt für jeden Tag der Monate April und Mai – also den Monaten, in denen die frostempfindlichen Pfirsichbäume blühen –, an dem die von der nächstgelegenen Wetterstation gemessene Temperatur unter 5 °C sinkt, einen Ausgleichsbetrag von 1.000 Euro erhält. Für ihn ist also nicht der Frost auf der Zugspitze entscheidend, sondern der vor Ort gemessene. Ob er für diesen Vertrag eine Optionsprämie zahlt, oder ob er eine Zahlungsverpflichtung gegenüber der Bank hat, wenn die Temperatur über fünf Grad Celsius liegt, ist abhängig davon, welches spezifische Sicherungsinstrument gewählt wird. 

## Wirtschaftliche Aspekte
Das spekulative Finanzwesen – so wird zuweilen kolportiert – würde Ungewissheiten (englisch uncertainty) in Risiko (englisch risk) transformieren, die als definiert und handelbar eingeordnet werden, indem sie mit Preisen versehen werden. Dagegen ist einzuwenden, dass nicht erst die Preise Wetterderivate handelbar machen, sondern bereits der aufgrund der Basiswerte von Marktteilnehmern gezeigte Bedarf. Zudem erleichtert eine Risikoquantifizierung der Wetterdaten die Handelbarkeit. Vorreiter im Markt der Wetterderivate waren US-amerikanische Energieversorger, bei denen die tägliche Energieverbrauchsmenge stark mit der aktuellen Tagesdurchschnittstemperatur korreliert. Die Erfahrungen dieser Unternehmen zeigten allerdings auch, wie komplex die risikoadäquate Konstruktion eines Wetterderivates ist. Energieverbrauch und Tagestemperatur sind nicht linear miteinander korreliert, sondern es muss sehr differenziert zwischen solchen Tagen unterschieden werden, an denen der Energieverbrauch steigt, weil Privathaushalte heizen, und solchen, an denen vermehrt Energie verbraucht wird, weil sie ihre Klimaanlagen anschalten.
Bei Wetterderivaten erfolgt ein Risikotransfer vom Sicherungsnehmer – der das gesicherte Wetterrisiko nicht mehr tragen muss – auf den Sicherungsgeber als neuem Risikoträger. Der Sicherungsnehmer zahlt einen Ausübungspreis, der Sicherungsgeber muss bei Über- oder Unterschreitung des vereinbarten Grenzwerts die vereinbarte Geldsumme zahlen, und zwar unabhängig von einem eingetretenen Schaden. Abgesichert wird ein Mengenrisiko (etwa das Absatzrisiko von einem Marktvolumen). Soll auch das Marktpreisrisiko abgesichert werden, ist die Kombination eines Wetterderivats mit einem Rohstoffderivat möglich, ein so genannter Cross-Hedge.
Wetterderivate können in ihrer Konstruktion mit den Katastrophenanleihen verglichen werden und sind daher analog hinsichtlich ihrer Verwendung zu beurteilen. Ebenfalls schadensunabhängig ist die parametrische Versicherung. Wetterderivate gehören zur Risikobewältigung und sind deshalb ein Instrument des Risikomanagements. Generell haben Unternehmen, die den Einsatz von Wetterderivaten erwägen oder solche bereits abgeschlossen haben, bereits Erfahrungen mit dem Einsatz derivativer Instrumente zur Absicherung finanzieller Risiken. Sie sind daher mit dem Risikomanagementprozess vertraut, zu dem als erster Schritt die sorgfältige Risikoanalyse der eigenen Risikostruktur gehört. Sie verfügen außerdem über die notwendige Ablauforganisation, zu der ein sogenanntes Frontoffice, eine Abwicklung (englisch backoffice) und im Allgemeinen auch ein Finanzrisikocontrolling zählt.
Nach einer Untersuchung der Weather Risk Management Association hatten 2008 von allen abgeschlossenen Wetterderivaten 95 % Temperaturwerte als Basiswert, 90 % wurden von der Chicago Mercantile Exchange gehandelt. Es wird angenommen, dass etwa 70 % aller durch Wetterderivate transferierten Risiken letztendlich vom Versicherungswesen übernommen werden. Wetterderivate glätten die wetterbedingten Volatilitäten der Ertragslage von Sicherungsnehmern und garantieren einen stabileren Cashflow. Nach Einschätzung meteorologischer Forschungsinstitute hängen bei sämtlichen Wirtschaftsaktivitäten rund 80 % des Umsatzes und Geschäftserfolgs – direkt oder indirekt – vom Wetter ab.